# Émile Knecht
Pour les articles homonymes, voir Knecht.
Émile Knecht est un rameur suisse né le 18 décembre 1923 et mort le 4 mai 2019.

## Biographie
Émile Knecht dispute l'épreuve de quatre en pointe avec barreur aux côtés de Rudolf Reichling, Erich Schriever, André Moccand et Peter Stebler aux Jeux olympiques d'été de 1948 de Londres et remporte la médaille d'argent.